# Spoorlijn Krefeld - Viersen
De spoorlijn Krefeld - Viersen is een Duitse spoorlijn en is als spoorlijn 9251 onder beheer van DB Netze.

## Geschiedenis
Het traject werd door de Crefelder Eisenbahn-Gesellschaft in geopend op 1 november 1870.

## Aansluitingen
In de volgende plaatsen is of was er een aansluiting op de volgende spoorlijnen:
KrefeldDB 2500, spoorlijn tussen Krefeld en Krefeld-Linn
DB 2501, spoorlijn tussen Krefeld en Mönchengladbach-Speick
DB 2520, spoorlijn tussen Mönchengladbach en Krefeld-Oppum
DB 2610, spoorlijn tussen Keulen en Kranenburg
DB 9251, spoorlijn tussen Krefeld en Moers
Süchtelnlijn tussen Süchteln en Hüls
ViersenDB 2510, spoorlijn tussen Viersen en Venlo
DB 2520, spoorlijn tussen Mönchengladbach en Krefeld-Oppum